# Miyakejima
Miyakejima (三 宅 島, "Isola di Miyake") è un'isola vulcanica abitata nell'isole Izu nel Mare delle Filippine a circa 180 chilometri a sud-est di Tokyo, in Giappone. Come con le altre isole del gruppo delle isole Izu, Miyakejima fa parte del Parco Nazionale Fuji-Hakone-Izu.